# Функція згладжування
Для роботи алгоритму лінійного стеження нам треба мати належний спосіб згладжувати зображення. Звичайно, згладжування може виявитися потрібним і для інших цілей, аніж розпізнавання образів, наприклад для художніх. Є деяка специфіка згладжування для різних цілей.

## Художня специфіка
Наприклад в художніх цілях ми можемо використати згладжування для зміни слайдів у презентації. Перший слайд розпливається (зменшується наводка на різкість), а по тому наступний слайд починає з'являтися, збільшуючи різкість. Тут особливих вимог до диференційовності функції зглажування не пред'являється. Неістотним є також відсутність подушко-подібної дисторсії, наприклад ми можемо взяти функцію, що задається матрицею:
{\displaystyle (1)\qquad {\begin{bmatrix}1&1&1\\1&2&1\\1&1&1\end{bmatrix}}}
в цій процедурі згладжування ми беремо центральний піксель з коефіцієнтом 2, а сусідні з ним — з коефіцієнтом 1. В цій функції по діагоналях згладжування проявляється сильніше, ніж в горизонтальному чи вертикальному напрямках.

Перша специфіка художнього згладжування — що його результат не аналізується комп'ютером, а призначений для показування людині. Друга специфіка — ми повинні обов'язково обробляти всю картинку (або деяку область), і не можемо обмежуватися окремими вибірковими пікселями.

## Специфіка для розпізнавання образів
В алгоритмі лінійного стеження інші вимоги.
Перша специфіка — результат згладжування повинен мати добрі аналітичні властивості, щоб програма робила з нього висновки. Алгоритм згладжування повинен наближатися до формули згортки від неперервних змінних, яку у векторному вигляді записується так:
{\displaystyle (2)\qquad {\bar {I}}(\mathbf {r} )=\int \phi (\mathbf {r} -{\boldsymbol {\rho }})I({\boldsymbol {\rho }})d{\boldsymbol {\rho }}}
тут {\displaystyle I(\mathbf {r} )=I(x,y)} — розподіл інтенсивності (величини пікселів) на оригінальному зображенні, 

{\displaystyle {\bar {I}}(\mathbf {r} )} — результат згладжування, 

{\displaystyle \phi (\mathbf {r} )=\phi (x,y)} — функція згладжування.
Для того, щоб ми могли диференціювати згладжену картинку, функція згладжування повинна бути неперервною та мати перші похідні. Якщо похідні матимуть розриви першого роду (скачки), то взяття інтеграла в формулі (2) підвищує на одиницю гладкість функції, і результат {\displaystyle {\bar {I}}(\mathbf {r} } матиме неперервні перші похідні і розривні (але обмежені) другі похідні.
Також бажано, щоб у випадку однакової дії в горизонтальному та вертикальгному напрямках, функція {\displaystyle \phi (x,y)} діяла так само і по всіх інших напрямках, щоб уникнути подушко-подібної дисторсії. Тобто ця функція має залежати лише від відстані до центральної точки:
{\displaystyle (3)\qquad \phi (x,y)=f(r)=f\left({\sqrt {x^{2}+y^{2}}}\right)}
Крім того функція {\displaystyle f(r)} має бути додатньою і монотонно спадною. А також перетворюватися на нуль (або ставати нехтовно малою) після деякої скінченної відстані {\displaystyle r_{0}} — щоб ми могли проводити усереднення в межах одного об'єкта, не домішуючи пікселі сусіднього.
Друга специфіка — не треба застосовувати згладжування до всіх пікселів (це було б марнуванням процесорного часу), досить робити аналіз тільки поблизу контурів або характерних точок об'єкта, щоб судити про рух або форму всього об'єкта.

## Вибір функції
Якщо до вимог попереднього пункту додати ще одну вимогу, щоб функція {\displaystyle \phi (x,y)} була достатньо простою і легко обчислювалась, то найприроднішими кандидатами будуть такі функції:
{\displaystyle (4)\qquad \phi _{n}(x,y)={\begin{cases}C\cdot \left(1-{r^{2} \over a^{2}}\right)^{n}&{\mbox{if }}r<a\\0&{\mbox{if }}r\geq a\end{cases}}}
де {\displaystyle n} — невелике ціле число, а параметр {\displaystyle a} задає розмір області усереднення (математики цю область називають носієм функції {\displaystyle \phi (x,y)}), а {\displaystyle C} — нормуючий множник.
Функція {\displaystyle \phi _{0}(x,y)} постійна в крузі {\displaystyle r<a} і має скачок (розрив першого роду) на межі круга. Функція {\displaystyle \phi _{1}(x,y)} неперервна але має розривну похідну, і цілком підходить для використання в алгоритмі лінійного стеження.
Функції (4) легко узагальнюються для випадку, коли нам потрібні різні охвати усереднення по горизонталі та вертикалі:
{\displaystyle (5)\qquad {\tilde {\phi }}_{n}(x,y)=C\cdot \left(1-{x^{2} \over a^{2}}-{y^{2} \over b^{2}}\right)^{n}\qquad {\mbox{if  }}{x^{2} \over a^{2}}+{y^{2} \over b^{2}}<1}
і область усереднення буде еліпс.
Можна навіть зробити цей еліпс нахиленим під кутом {\displaystyle \alpha }:
{\displaystyle (6)\qquad {\tilde {\phi }}_{n}(x,y)=C\cdot \left(1-{(x\cos \alpha +y\sin \alpha )^{2} \over a^{2}}-{(-x\sin \alpha +y\cos \alpha )^{2} \over b^{2}}\right)^{n}}

## Деякі обчислення
Для впевненого застосування алгоритму лінійного стеження нам треба зробити оцінку зверху різниці:
{\displaystyle \qquad {\bar {I}}(x+\Delta x,y+\Delta y)-{\bar {I}}-{\bar {I}}_{x}\Delta x-{\bar {I}}_{y}\Delta y}
Ця оцінка досить складна, і буде пророблена на окремій сторінці. Тут же ми зробимо деякі простіші обчислення.
Знайдемо нормуючий множник {\displaystyle C} функції {\displaystyle \phi _{n}(x,y)} такий, щоб результатом усереднення рівномірної засвітки {\displaystyle I(x,y)=I=const} було те саме число {\displaystyle {\bar {I}}=I}.
{\displaystyle (7)\qquad {\bar {I}}=\int \phi (\mathbf {r} -{\boldsymbol {\rho }})I({\boldsymbol {\rho }})d{\boldsymbol {\rho }}=I\int \phi ({\boldsymbol {\rho }})d{\boldsymbol {\rho }}=2\pi IC\int _{0}^{a}\left(1-{r^{2} \over a^{2}}\right)^{n}rdr={\pi a^{2} \over n+1}IC=I}
{\displaystyle (8)\qquad C={n+1 \over \pi a^{2}}}
В реальних зображеннях інтенсивність {\displaystyle I} знаходиться в межах від нуля до деякого максимального значення {\displaystyle I_{\mbox{max}}}. Це є наслідком того, що датчики світла мають верхній порог. Цей факт, приводить до того, що похідна згладженої інтенсивності теж не перевищує деякого максимального числа. Знайдемо це число для випадку {\displaystyle n=1}. Для цього продиференціюємо (2) по координаті {\displaystyle x}:
{\displaystyle (9)\qquad \phi (x,y)={2 \over \pi a^{2}}\left(1-{x^{2}+y^{2} \over a^{2}}\right)\qquad {\mbox{if }}x^{2}+y^{2}<a^{2}}
{\displaystyle (10)\qquad {\bar {I}}_{x}={\partial {\bar {I}} \over \partial x}=\int \phi _{x}(\mathbf {r} -{\boldsymbol {\rho }})I({\boldsymbol {\rho }})d{\boldsymbol {\rho }}=\int _{(x-\xi )^{2}+(y-\eta )^{2}<1}\left(-4{x-\xi  \over \pi a^{4}}\right)I(\xi ,\eta )d\xi d\eta }
В останньому інтегралі зробимо заміну змінних:
{\displaystyle \qquad \xi \rightarrow x-\xi ;\qquad \eta \rightarrow y-\eta }
тоді
{\displaystyle (11)\qquad {\bar {I}}_{x}=-{4 \over \pi a^{4}}\int _{\xi ^{2}+\eta ^{2}<a^{2}}\xi I(x-\xi ,y-\eta )d\xi d\eta }
Оскільки другий множник під інтегралом знаходиться в межах від нуля до {\displaystyle I_{\mbox{max}}}, то вираз (11) завжди менший від:
{\displaystyle (12)\qquad {\big |}{\bar {I}}_{x}{\big |}<{4I_{\mbox{max}} \over \pi a^{4}}\int _{\xi ^{2}+\eta ^{2}<a^{2},\;\xi >0}\xi d\xi d\eta ={8I_{\mbox{max}} \over 3\pi a}}
Із кругової симетрії функції (9) ми можемо зробити висновок, що число (12) обмежує модуль градієнта:
{\displaystyle (13)\qquad {\big |}\nabla {\bar {I}}{\big |}={\sqrt {{\bar {I}}_{x}^{2}+{\bar {I}}_{y}^{2}}}<{8I_{\mbox{max}} \over 3\pi a}}

## Застосування до завдань розпізнавання образів
Аналітичні властивості згладженої інтенсивності дозволяють:
1. стежити за рухом об'єктів;
2. обчислювати градієнт растрового зображення, причому достатньо гладкий для потреб подальшої векторизації;
3. Робити афінний пошук на фотографії об'єкта зі внутрішньою структурою (наприклад обличчя людини).